# デビン・ウスコスキ
デビン・ウスコスキ（Devin Uskoski、1985年10月11日 - ）は、アメリカ合衆国出身のバスケットボール選手である。ポジションはフォワード・センター。身長200cm、体重102kg。

## プレースタイル
忠実なディフェンスやリバウンド、ルーズボールなどをハードにこなすガッツマン。そしてビッグマンでありながらクイックリリースから放たれる正確なアウトサイドシュートも持ち味。

## 来歴
モンタナ州のロッキーマウンテン大学に入学。同大学卒業後ドイツおよびカナダのリーグでプレー、2013年に来日し、トヨタ自動車アルバルク東京に入団。1シーズンのみで退団した。

## 経歴
- ロッキーマウンテン大学 - tershofen - Leitershofen -Kirchheim - MBC（以上ドイツ） - トヨタ自動車（2013）